# Rony Pérez
Rony Andrés Pérez Pérez (Rancagua, Chile, 28 de marzo de 1984) es un ex futbolista chileno. Su último club  fue Curicó Unido de la Segunda división de Chile.

## Clubes
| Club              | País   | Año       |
| ----------------- | ------ | --------- |
| O'Higgins         | Chile  | 2003      |
| Colchagua         | Chile  | 2003      |
| O'Higgins         | Chile  | 2004-2005 |
| Colchagua         | Chile  | 2006      |
| O'Higgins         | Chile  | 2007      |
| Cruz Azul Hidalgo | México | 2008      |
| Cobresal          | Chile  | 2009      |
| Curicó Unido      | Chile  | 2010      |

- Datos: Q6112005